# Paola Chuc
María Paola Chuc del Cid (Ciudad de Guatemala, 6 de junio de 1997) también conocida sólo como Paola Chuc, es una cantante guatemalteca. Conocida por ser la ganadora de la decimoprimera generación de La Academia en 2018.

## Biografía
Paola Chuc nació en la Ciudad de Guatemala el 6 de junio de 1997. Desde sus 9 años le apasionó la música participando en varios cástines. A sus 15 años perdió a su padre y en ese momento su maestro de canto le dio una beca para que continuara desarrollando sus habilidades vocales.
En 2018 logró entrar a La Academia en su decimoprimera generación en donde obtuvo el primer lugar del reality show. Con esto publicó su primer sencillo musical por Warner Music llamado "Complicado".y con dicho sencillo, ganó también dos premios Estela, una para canción del año 2019 y el otro fue el premio del público.
En 2019 abrió el concierto de los Ángeles Azules con su presentación musical.

## Discografía
- Paola - La Academia (2018)

## Premios
- Más allá del deber (otorgado por la Municipalidad de Guatemala)
- Premio Estela Guatemala.[6][7]